# Heliodor (poeta)
|  | Per a altres significats, vegeu «Heliodor (poeta segle I)». |

Heliodor  (en llatí Heliodorus, en grec antic Ἡλιόδωρος) fou un poeta grec autor d'un poema conegut amb el títol de Πρωτεσίλαος (Protesilau), que menciona Esteve de Bizanci. Diu que el poema era escrit en vers hexàmetre i en reprodueix un dels versos (s. v. Φυλάκη).